# 达特福德跨河道路
达特福德跨河道路（英文名：Dartford Crossing或Dartford-Thurrock River Crossing）是英国一个由两条隧道和一座桥梁组成的横跨泰晤士河的公路桥隧组合，是跨泰晤士河的主要公路交通通道，承载英国A282一级公路。南端终点位于英国肯特郡达特福德，北端终点位于英国埃塞克斯郡瑟罗克。1991年之前称为“达特福德隧道”。它由两条隧道和斜拉桥女王伊丽莎白二世大桥组成。它是泰晤士河大伦敦以东段上唯一的固定式公路跨河通道，平均日车流量达13万台次。该跨河道路分阶段开放：1963年西隧道通车，1980年东隧道通车，1991年女王伊丽莎白二世大桥通车。虽然这个跨河道路未被官方定为高速公路，但它被很多人认为是英国M25高速公路的一部分。北向车流使用隧道，南向车流使用桥梁。有人称之为“英国最重要的公路交通节点之一”，交通拥挤。
该跨河道路的规划始于20世纪30年代末，但由于第二次世界大战而中断，并于20世纪50年代继续进行。其中第一条隧道为单向2车道。后随着交通流量的提升，又修建了修建第二条隧道。1986年建成的英国M25高速公路分别从隧道两端与隧道相连，这大大增加了隧道的交通压力。1988年，该跨河道路启动了有私人融资参与的桥梁规划。桥隧全部完工后，该跨河道路总共拥有双向8车道。
这个跨河道路一直是收费公路。2003年4月1日，改为单向收费。从2008年开始，从晚上10点到早上6点免费。2014年11月，全面改用不停车收费，官方称为“飞镖收费”（Dart Charge），同时取消了人工收费，仅接受网上支付。达特福德跨河道路附近居民使用该路收费优惠。

## 地理位置
达特福德跨河道路横跨泰晤士河，南端终点位于英国肯特郡达特福德，北端终点位于英国埃塞克斯郡瑟罗克。靠近大伦敦东部边界，距伦敦市中心约32千米。 其中，两条隧道长1430米，斜拉桥高137米，斜拉桥主跨为450米。达特福德跨河道路限速80千米/小时。连接伦敦圣潘克拉斯国际车站至英法海底隧道英国出口的1号高速铁路，与达特福德跨河道路的连接道路在达特福德跨河道路北端终点以北处不远立体交叉。
设计机动车通行能力为每天13.5万台次，但实际上这个跨河道路实际日机动车通行量为16万台次左右。英国高速公路管理局称它为：”一个对于英格兰东南部经济而言，至关重要的交通节点”。前英国运输大臣帕特里克·麦克洛克林称它为：“国家公路网中一个至关重要的组成部分”。瑟罗克市议会称它为：“欧洲交通流量最大、最复杂的公路交通节点之一”。按照官方的说法，达特福德跨河道路的两端终点同时为英国M25高速公路（伦敦外环高速公路）的两端终点，达特福德跨河道路本体承载英国A282一级公路（严格而言，英国M25高速公路并非完整衔接的环线，其跨越泰晤士河的东侧路段——即由桥梁和隧道构成的达特福德跨河道路——划分为一级公路“英国A282一级公路”）。 通常，南行车辆使用4车道的桥梁，北行车辆使用两条隧道（两条隧道各两车道，共4车道）。桥梁部分可能因大风或维修而关闭，在这种情况下，双向车流均使用隧道。

### 备用线路
距离达特福德跨河道路最近的机动车跨泰晤士河通道是位于达特福德跨河道路以西的伍利奇渡船（Woolwich Ferry）和黑墙隧道（Blackwall Tunnel），两者都位于伦敦东部。当女王伊丽莎白二世大桥因大风或维修而关闭时，南行车辆中高度超过5米的车辆将无法通过隧道。
一些新的公路跨河通道被提出，以减轻达特福德跨河道路的交通压力。2004年12月，伦敦交通局批准了在达特福德跨河道路以西修建泰晤士门户大桥（Thames Gateway Bridge）的规划，但该计划在2008年11月庄汉生任伦敦市长期间被取消。庄汉生之后提出了在相同位置修建Gallions Reach轮渡作为替代方案。下泰晤士隧道（Lower Thames Crossing）是一条拟建在达特福德跨河道路以东的隧道，南端终点在格雷夫森德，北端终点在提伯利。瑟罗克市有关部门认为这个这条隧道若能建成，将对控制交通拥堵产生很大的积极作用。2016年3月，关于该计划的公众咨询结束。2017年4月公布了隧道路线。但英国公路管理局在2026年之前动工的希望渺茫。

## 收费

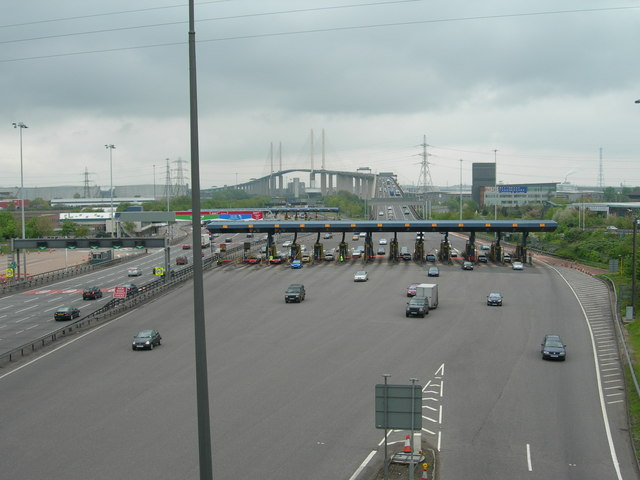
双向收费时期的南端终点收费站。2003年改为单向收费。2014年，取消人工收费，改为不停车收费（仅接受网上支付）。

2014年11月，一种基于车牌自动识别的不停车收费系统（官方称“Dart Charge”，中文译名：飞镖收费）开始运行。使用网上支付支付过路费既可预付款，也可后付款（后付款需在过路后的第二天午夜之前支付）。但由于人工收费站已被拆除，因此无法在现场以现金支付。不过，可以通过一些Payzone商店使用现金支付过路费。该处不停车收费站的标志上写着“飞镖收费，仅接受网上支付。明天午夜之前付款”。车辆在每天早上6点至晚上10点之间使用该跨河道路需付费，其余时间段免费，这一点在收费站的高架标志上也有提示。
自2018年10月起，该跨河道路的收费标准如下：
| 车辆类型                       | 不使用预付款账户的过路费 | 使用预付款账户的过路费 |
| ------------------------------ | ------------------------ | ---------------------- |
| 摩托车                         | 免费                     | 免费                   |
| 小型汽车、房车、中巴车         | 2.5英镑                  | 2英镑                  |
| 2轴大客车、2轴货车             | 3英镑                    | 2.63英镑               |
| 3轴及以上大客车、3轴及以上货车 | 6英镑                    | 5.19英镑               |

紧急车辆、军车及免税的残疾人代步车免交过路费。
过路费根据车辆的类型而有所不同。摩托车免费，但是轿车、2轴及以上货车、2轴及以上大客车都要收费。未缴纳过路费的司机将被处以罚款（因允许后付费而可能产生逃费）。
2008年起，达特福德跨河道路两端终点的达特福德和瑟罗克的轿车使用该跨河道路可享受10英镑50次，50次后每次20便士的过路费优惠。2014年3月1日，达特福德和瑟罗克的私有2轴货车也可享受该过路费优惠。另外，还可以选择每年20英镑无限次过路的优惠过路费。每年约有44,000名司机享受到该优惠。虽然收费网站由英国政府运营，但日常运营则由法国公共道路运营商“法国北部和东部公路公司”（法语：Société des Autoroutes du Nord et de l'Est de la France）负责。

## 历史

### 西隧道

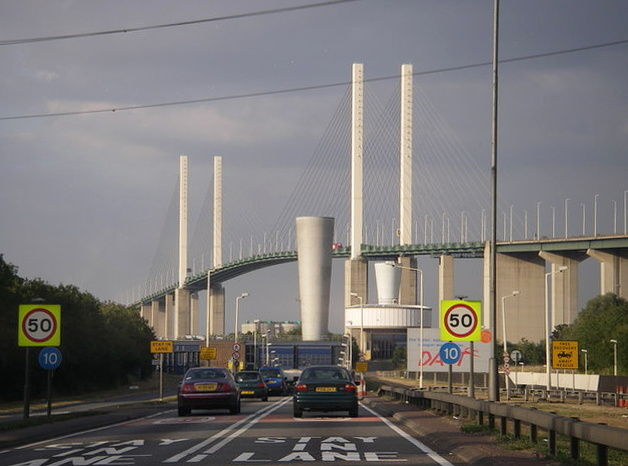
从西隧道南端一带由南往北拍摄，背景中的大桥是女王伊丽莎白二世大桥。

西隧道是达特福德跨河道路最早开工、最早完工的部分。该隧道规划最早由英国交通部于1924年提出。最初的隧道规划是在格雷夫森德和提伯利之间修建一条跨泰晤士河的随道，用以取代了格雷夫森德—提伯利轮渡，但这一提议在同年7月被否决，取而代之的是在上游的达特福德修建隧道。根据1929年的估算，建造隧道的总成本约为300万英镑（相当于2016年的1.67亿英镑）。这条隧道被规划为伦敦外环路中的“南环路”部分。
第一个进行的工程是在1936年至1938年间由压缩空气工法修建的导洞。受第二次世界大战的影响，隧道的施工陷入停顿，1959年才恢复施工，复工后采用了60年前修建黑墙隧道（Blackwall Tunnel）时所用的盾构法。停工期间有关方面改进了隧道的相关设计，其中包括更出色的通风系统。隧道通车前的1960年，经英国交通部、肯特郡议会、埃塞克斯郡议会的三方协商，将达特福德跨河道路为收费公路。1963年11月18日，2车道的西隧道通车，项目总投资约1300万英镑（相当于2016年的2.37亿英镑）。通车初期的日车流量约为1.2万辆。
最初的通行费是两先令六便士，相当于十进制日后的12.5便士（1971年2月15日时，英国和爱尔兰政府决定将自己的货币改采十进位制），约相当于2018年的3英镑。《1967年达特福德隧道法案》将修改达特福德跨河道路收费的权力下放到肯特郡议会和埃塞克斯郡议会。1977年12月，小型汽车通行费从25便士涨到35便士，2轴货车通行费从40便士涨到55便士，重型货车通行费从60便士涨到85便士。到1984年，小型汽车通行费已涨到60便士。

### 东隧道

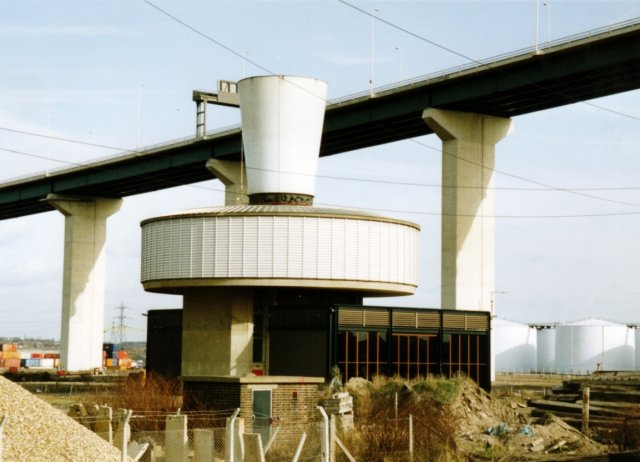
东隧道北出口一带的通风设施

最先修建的西隧道预计年车流量为200万辆，但1970年时的实际年车流量已超过800万辆。同年，时任英国交通部副部长夏舜霆宣布，将修建第二条隧道（东隧道），并与伦敦外环路中的“北环路”部分相连（伦敦外环路即为现在的英国M25高速公路）。
该项目于1971年4月获得批准，最初预计于1976年玩工。由于缺乏资金，导致推迟完工，直到欧洲经济共同体在1974年拨款才得以解决。第二条隧道（东隧道）于1980年5月通车，之后每条隧道处理一个方向的交通，这时两条隧道的总车辆通行能力已增至每日6.5万辆。达特福德跨河道路北端埃塞克斯郡终点与英国M25高速公路接驳工程于1982年9月完工（31出口），1986年9月南端肯特郡终点与英国M25高速公路接驳工程完工（1a出口）。1986年英国M25高速公路完工后，达特福德跨河道路日车流量已增至79,000辆。

### 伊丽莎白二世女王大桥

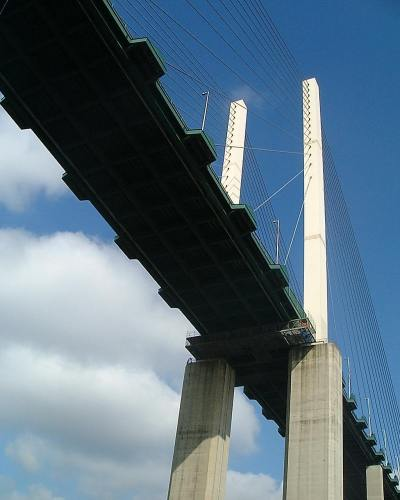
伊丽莎白二世女王大桥的桥塔高度为137米。

1980年代初期就有人预期隧道的交通流量会因1986年英国M25高速公路的竣工而增加。当时的预期是，伦敦其它道路的交通状况将得到改善，但达特福德隧道本体将增加15%的交通流量。1985年，时任英国交通大臣琳达·查尔克(Lynda Chalker)宣布，收费亭的数量将增加到每方向12个，但越来越多的人担心，两条隧道将无法满足因英国M25高速公路完工而增加的交通流量。
1985年9月至1986年12月，达特福德跨河道路的升级改造方案经历了几次修改。1986年，Trafalgar House公司获得了在达特福德跨河道路以私人投资的形式修建一座大桥的许可，总投资8600万英镑（合2016年的1.96亿英镑）。当时，英国还有另外几个规划中或建设中的大型工程以私人投资的形式修建，包括塞文二桥。
1988年7月31日，伊丽莎白二世女王大桥开工。工程依据《1988年达特福德跨河道路法案》以私人投资形式建设。建成后，管理权由肯特郡委员会和埃塞克斯郡委员会转移至达特福德跨河道路公司（英语：Dartford River Crossing Limited），该公司的经理是罗德尼·琼斯（Rodney Jones）。私人投资方为建设该工程曾大举借债，有相关人士称“资金来源全部为贷款”。这意味着假如该项目亏损，公司将没有机会翻身。不过最终达特福德方案表明“莱利法则”不再是公共基础设施项目私人融资的障碍。后来政府给予私人投资方该收费公路20年特许经营权用以支付工程投资，经营期限的到期日期为2002年3月31日。根据英文书籍《International Handbook on Public-Private Partnership》（中文译名：《公私伙伴关系国际手册》）上的资料，该项目的主要融资来源是“20年期次级债、16年期次级债和8500万英镑（相当于2016年的1.74亿英镑）的银行定期贷款”。
1988年，女王伊丽莎白二世大桥开工，资金由私人投资提供。总工程师是德国土木工程师Hellmut Homberg。桥梁所使用的两个最大的沉箱为荷兰制造。每个沉箱可以承受排水量为65000吨的船以18.5千米/小时的速度的冲击。桥面高约61米，由一个56人组成的团队负责组装。在建造连接道路时，在工地上发现一枚二战时期的炸弹，因而需要关闭达特福德跨河道路所有的部分。
女王伊丽莎白二世大桥1991年10月30日通车，英国女王伊丽莎白二世出席通车典礼。工程总投资为1.2亿英镑（相当于2016年的2.1亿英镑），其中包括3000万英镑（相当于2016年的4900万英镑）的连接道路投资。该桥最初命名为“达特福德大桥”（英语：Dartford Bridge）；但瑟罗克居民反对这一命名，瑟罗克居民主张将其命名为“提伯利大桥”（英语：Tilbury Bridge）。后命名为“伊丽莎白二世女王大桥”。通车时该桥为欧洲最长的斜拉桥。该桥是泰晤士河下游河段唯一在1894年伦敦塔桥建成后通车的桥梁。

### 收费相关
2000年，欧盟发布了一项开始对其境内所有的收费公路征收增值税的法令，包括达特福德跨河道路。英国政府反对该法令并表示将使政府负担加重。根据最初的的规划，将于2003年4月1日取消通行费。英国公路管理局却根据《英国2000年交通法案》中”任一主干公路上的桥梁长度在600米以上者为收费公路“这一条，继续将达特福德跨河道路定为收费公路。
2003年4月1日，英国公路管理局将达特福德跨河道路的管理权委托给了Le Crossing Company Limited。2009年9月，英国公路管理局与Connect Plus (M25) Limited签订了新合同，将达特福德跨河道路的管理权委托给该公司。该合同除包括管理达特福德跨河道路，还要求该公司扩宽英国M25高速公路大约40英里长的路段，并翻新英国A1(M)高速公路哈特菲尔德段的一条隧道。2009年10月，政府宣布计划出售达特福德跨河道路，作为公共部门赤字削减战略的一部分。该计划受到了当地居民的反对，他们希望司机在经过达特福德跨河道路时鸣笛抗议。2010年英国大选后，新首相戴维·卡梅伦宣布政府仍计划出售达特福德跨河道路，尽管受到多方当地人士反对，来自达特福德的国会议员加雷思·约翰逊是其中的积极反对者。随后，时任英国财政大臣乔治·奥斯本宣布将通过增加收费以弥补赤字，而不出售达特福德跨河道路。此时达特福德跨河道路改为不停车收费系统与人工收费混合收费模式，使用不停车收费系统的车内安装有一个名为”飞镖标签“（英语：DART-Tag）的电子设备，以配合该不停车收费系统。“飞镖标签“（英语：DART-Tag）在2014年改为基于车牌自动识别全不停车收费系统并取消人工收费后被废除【官方将2014年之后的新不停车收费系统称为“飞镖收费”（英文名：Dart Charge）】。
2008年11月15日，对收费标准进行修改，此次修改取消了晚10点至早6点间的收费，但日间收费时段费率增加，汽车最低费率增为1.50英镑。2012年10月7日，小型汽车过路费增加到2英镑，2轴货车过路费增加到2.5英镑，3轴及以上货车过路费增加到5英镑。到2012年，当地企业抱怨达特福德跨河道路的收费站阻碍了当地发展。政府宣布将于2014年推出新的不停车收费系统，司机可以通过电话、短信、网上或在指定商店付款。并计划将将小型汽车过路费增加到2.50英镑，2轴货车过路费增加到3英镑，3轴及以上机动车过路费增加到6英镑。司机若不能在过路后28天内支付过路费，将被处以105英镑的罚款（该不停车收费系统允许后付费）。
全面改用不停车收费系统并取消人工收费的准备工作开始于2014年4月。当时的很多人表示对不停车收费系统的可靠性表示怀疑。英国公路管理局表示。改为不停车收费系统后，年逃费额将达到600万英镑。2014年9月，英国公路管理局宣布不停车收费系统将于11月底开始运作，但拆除原人工收费站的工程到2015年4月才完工。随后，不停车收费系统的启用日期定为11月30日。
“飞镖收费”（英文名：Dart Charge，官方对达特福德跨河道路不停车收费系统的称呼）计划被项目管理层认为是成功的，他们声称其已经减少了15分钟的高峰时段通行时间。The Automobile Association（英国一家汽车协会）表示，该计划存在缺陷。而据英国广播公司的一份2015年11月30日的报导称，自改为不停车收费一年来，因未成功支付通行费而产生的罚款达180万美元。

## 交通
截至2014年3月31日，共有1,486,929,267辆机动车使用达特福德跨河道路。2004年7月23日，日机动车通行量达到了最多的181,990辆，自此以后交通流量逐渐下降。2013年4月到2014年3月期间，有49,645,356辆机动车使用达特福德跨河道路，这时的平均日机动车通行量为136,015辆。截至2012年3月31日的年总收入为72,147,091英镑，次年的总收入为80,331,662英镑。根据英国公路管理局2016年的一份报告显示，达特福德跨河道路每年年机动车通行量约为5000台次。
通过达特福德跨河道路的危险品车受《危险品公路运输欧洲协议》的约束。达特福德跨河道路是C级，限制运输硝酸盐和易燃液体。《危险品公路运输欧洲协议》的引入之初曾引起混乱，并且一个较短的时期内禁止通过隧道运输气溶胶、压力罐。危险品车辆、超尺寸车辆、超重车辆（如果允许通过）可能需要由英格兰公路管理局的官员护送。达特福德跨河道路管理方会与紧急服务部门举行联合演习。2006年，举行了代号为“俄耳甫斯”的处置紧急情况演习，两条公路隧道因而关闭了五个小时。
隧道日常有着装交警巡逻并指挥交通。达特福德跨河道路设有电子警察系统，在2012年10月至2014年6月期间，有24,229名司机超速驾驶，其中一些人的行驶速度高达94英里/小时（151千米/小时）。英国公路管理局发言人对电子警察系统的评价为“让出行更安全”。当英国气象局预报侧风速度超过50英里/小时（80千米/小时）或逆风速度超过60英里/小时（97千米/小时）时，桥梁部分限速降低为30英里/小时（48千米/小时）。当英国气象局预报侧风速度超过60英里每小时（97千米每小时）或逆风速度超过70英里/小时（110千米/小时）时，则关闭桥梁部分。

### 自行车通过达特福德跨河道路

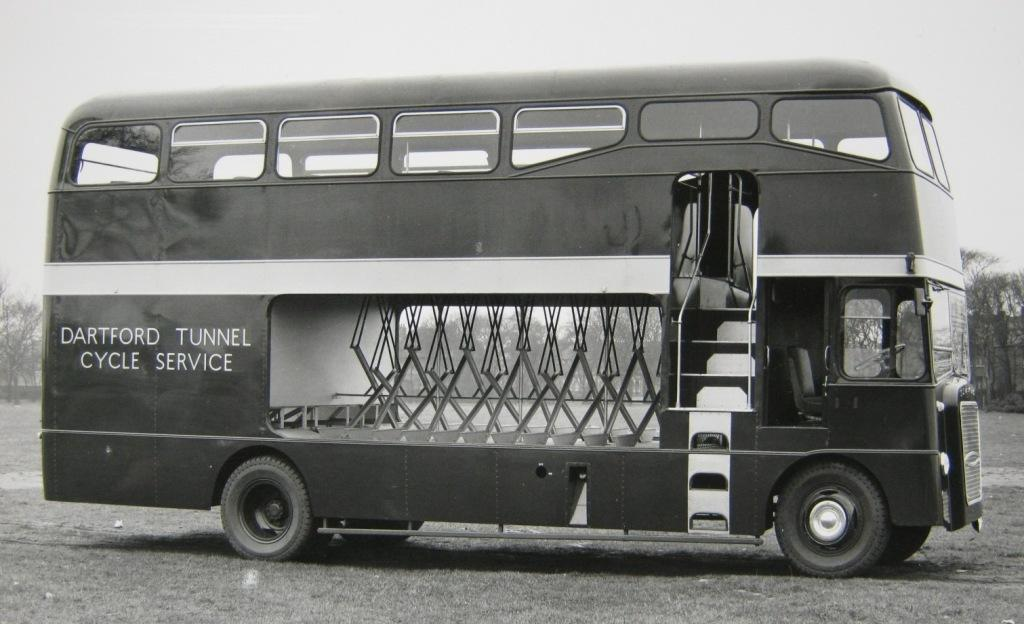
1963年时，在达特福德隧道用于运送乘客和自行车的双层大巴。

自行车不允许直接通过达特福德跨河道路，但管理方可以免费提供车辆运载自行车通过达特福德跨河道路。骑自行车的人使用免费电话向两侧的管理办公室报告需求。总过程大约需要15至30分钟。
1963年10月，伦敦公交订购了五辆基于福特泰晤士商人（Thames Trader）底盘的双层巴士，用于运送自行车及自行车手穿越达特福德隧道。下层搭载自行车，上层搭载自行车手。该型双层巴士通往上层的入口为独立入口，通往上层的台阶又窄又陡，且通往上层的入口处没有车门，该设计因容易坠车而受到批评。运营成本约为每月2,550英镑，月收入仅为45英镑。该服务于1964年4月减至一辆双层巴士，1965年取消改用路虎搭载自行车。上述双层巴士中的一辆得到保留。

### 交通拥塞
达特福德跨河道路是英国最繁忙的公路交通节点。由于实际车流量超过了设计容量，达特福德跨河道路经常遭遇严重的交通拥堵，特别是当其中的一部分因事故或恶劣天气而关闭时。虽然英国政府坚持成女王伊丽莎白二世大桥的设计具有较强的抗风性能，但该桥梁仍有时会因大风而关闭。2014年2月12日，因冬季风暴期而产生了风速达60英里/小时（97千米/小时）的大风，而导致该桥关闭，并2014年2月13日至14日再次关闭。
在繁忙时段，收费站会明显拖慢通行速度。由于达特福德跨河道路是连通多条公路的主要公路交通节点，使得达特福德跨河道路存在短途车辆与长途车辆混行的状况，例如从北英格兰和英格兰中部地区开往欧洲大陆的车辆很多经过达特福德跨河道路。2004年，英国广播公司的一项调查报告将达特福德跨河道路成为“英国M25高速公路中交通压力最大的部分”。而在2009年，英国皇家汽车俱乐部的报告中将达特福德跨河道路称为“英国四大拥堵公路”。虽然根据英格兰公路管理局的报告，改为自动收费后大大缩短的通行时间。但英国国会议员加雷思·约翰逊坚持认为修建“下泰晤士河跨河道路”（英语：Lower Thames Crossing），是缓解达特福德跨河道路拥堵的最佳方案。加雷思·约翰逊在2015年称达特福德跨河道路是“英国最堵的高速公路”。目前英国政府计划在大伦敦东部建立新建公路桥梁或隧道，以缓解达特福德跨河道路的拥堵。